# 4217 Engelhardt
4217 Engelhardt eller 1988 BO2 är en asteroid i huvudbältet som upptäcktes den 24 januari 1988 av den amerikanska astronomen Carolyn S. Shoemaker vid Palomar-observatoriet. Den är uppkallad efter Wolf von Engelhardt.
Asteroiden har en diameter på ungefär 8 kilometer.